# Lawrence Roman
Lawrence Roman (* 30. Mai 1921 in Jersey City; † 18. Mai 2008 in Woodland Hills) war ein US-amerikanischer Drehbuchautor.

## Karriere
Romans Karriere begann nach seinem Studium an der University of California, Los Angeles (UCLA) zunächst beim Radio. 1953 schrieb er Drehbücher für die Fernsehserie Sittenpolizei. Im Verlauf der 1950er-Jahre folgten Bücher unter anderem für Western und Kriminalfilme. Er schrieb das Drehbuch für Und wäre die Liebe nicht… mit Rock Hudson und Anne Baxter (1955), im Jahr darauf für den Thriller Ein Kuß vor dem Tode nach dem Roman von Ira Levin.
In den folgenden Jahrzehnten schrieb Roman deutlich weniger, so waren es in den 1960er- und 1970er-Jahren jeweils nur drei Filme. Zunächst Komödien, unter anderem Ein Ehebett zur Probe mit Jack Lemmon (1963), später unter anderem der Kriminalfilm McQ schlägt zu (1974) mit John Wayne.
Danach schrieb er nur noch gelegentlich für Fernsehproduktionen.
Roman wurde auch als Bühnenautor der über Jahre, unter anderem am Broadway und in Hollywood erfolgreichen Farce „Under the Yum-Yum Tree“ (1960) bekannt, für deren Verfilmung 1963 (dt. als Ein Ehebett zur Probe) er auch das Drehbuch verfasste.

## Filmografie (Auswahl)
- 1954: Schwaches Alibi (Naked Alibi)
- 1955: Duell mit dem Teufel (The Man from Bitter Ridge)
- 1955: Und wäre die Liebe nicht... (One Desire)
- 1956: Ein Kuß vor dem Tode (A Kiss Before Dying)
- 1956: Haie greifen an (The Sharkfighters)
- 1957: Drei Schritte vor der Hölle (Slaughter on Tenth Avenue)
- 1958: Die letzte Kugel (Day of the Badman)
- 1963: Ein Ehebett zur Probe (Under the Yum Yum Tree)
- 1968: Papierlöwe (Paper Lion)
- 1971: Rivalen unter roter Sonne (Soleil Rouge)
- 1973: A Warm December
- 1974: McQ schlägt zu (McQ)
- 1984: Kampf gegen die Ausweglosigkeit (Anatomy of an Illness)
- 1993: Aufruhr in Little Rock (The Ernest Green Story)